# 北海道道1168号女満別空港インター線
北海道道1168号女満別空港インター線（ほっかいどうどう1168ごう めまんべつくうこうインターせん）は、北海道網走郡大空町内を結ぶ一般道道である。

## 概要

### 路線データ
- 起点 : 北海道網走郡大空町女満別中央（北海道道64号女満別空港線交点）
- 終点 : 北海道網走郡大空町女満別中央（美幌バイパス 女満別空港IC）
- 路線延長 : 0.1 km[1]

## 歴史
- 2002年（平成14年）9月26日 - 路線認定[2]。
- 2005年（平成17年）7月3日 - 開通。

## 地理

### 通過する自治体
- オホーツク総合振興局
  - 大空町

### 交差する道路
大空町
- 北海道道64号女満別空港線 - 女満別中央（起点）
- E61 美幌バイパス女満別空港IC - 女満別中央（終点）